# Henrike Hahn
Henrike Hahn (Munique, 4 de setembro de 1970) é uma política alemã que é membro do Parlamento Europeu desde julho de 2019. Ela é membro da Aliança 90/Os Verdes (em alemão: Bündnis 90/Die Grünen ou Grüne) a nível nacional e faz parte do Grupo dos Verdes/Aliança Livre Europeia no Parlamento Europeu.

## Carreira académica
Hahn é uma cientista política que estudou na Sorbonne-Nouvelle em Paris, na Universidade de Michigan em Ann Arbor, na Wayne State University em Detroit e na Universidade Ludwig Maximilian de Munique.

## Carreira como MEP
Desde as eleições europeias de 2019, Hahn é membro do Parlamento Europeu. Desde então, ela tem servido na Comissão da Indústria, Pesquisa e Energia. Para além das suas atribuições nas comissões, faz parte das delegações do Parlamento para as relações com a China e os Estados Unidos.

## Outras actividades
Hahn é membro da Amnistia Internacional, do German Alpine Club, da Federação Alemã para o Ambiente e Conservação da Natureza e da Greenpeace.

## Vida pessoal
Hahn nasceu em Munique e cresceu em Oberpframmern. Ela actualmente mora em Munich-Neuhausen com as suas duas filhas.